# Dinha do Acarajé
Dinha do Acarajé (Salvador, 20 de maio de 1951 - Salvador, 16 de maio de 2008), nome pelo qual ficou conhecida Lindinalva de Assis, foi a mais famosa quituteira da Bahia no feitio do acarajé.
A ela se atribuía "o melhor acarajé da Bahia" e foi chamada de "soberana da Bahia" em matéria da Folha de S.Paulo; ali Dinha foi assim retratada pelo jornalista William Vieira: "Ia sempre com o vestido de renda branca, as contas de orixás escorrendo pelo pescoço e os fartos lábios pintados e abertos em um sorriso todo branco" quando passava "desfilando como ícone da cultura baiana".

## Biografia

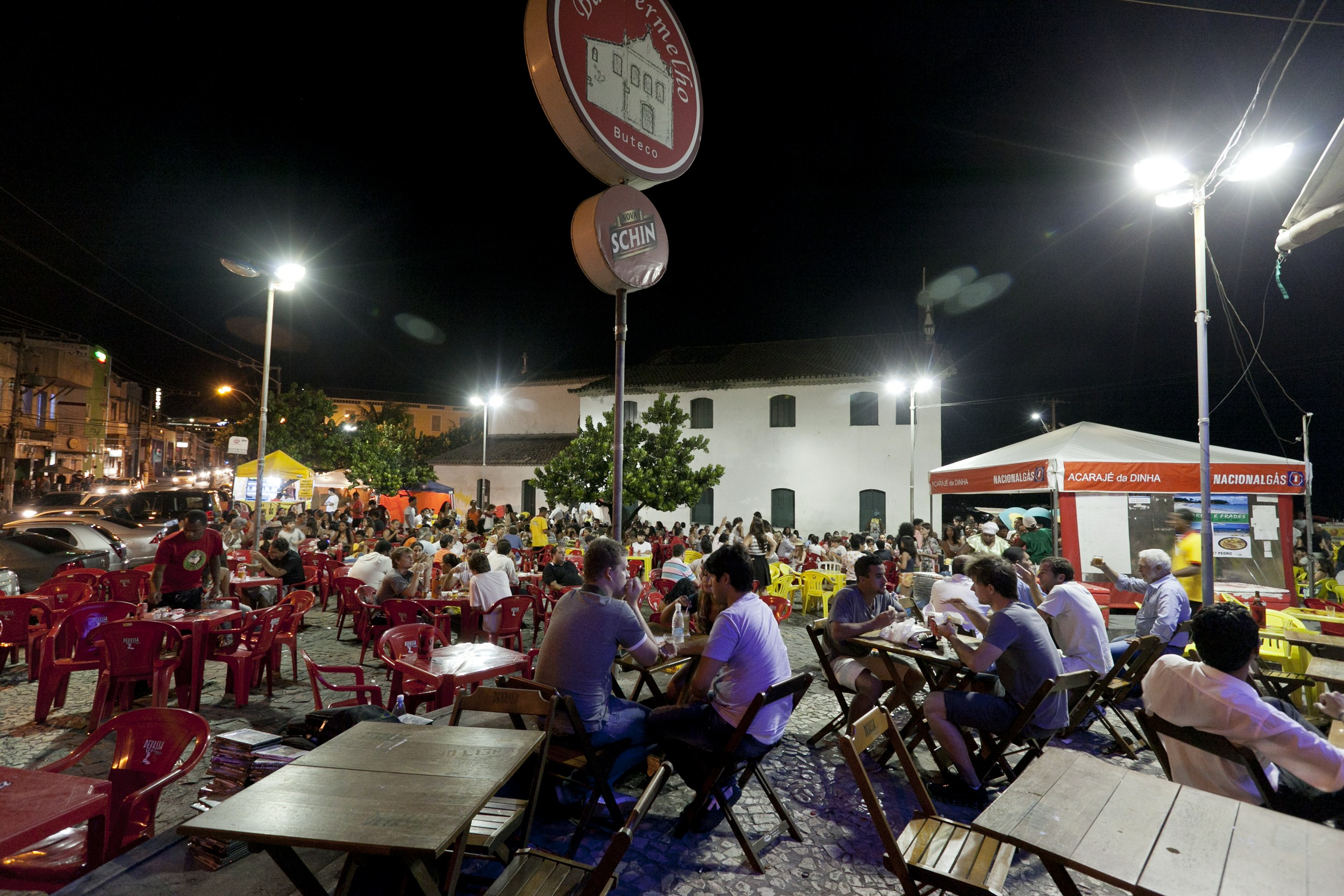
Quiosque da Dinha, em 2012

Dinha era neta da baiana de acarajé Ubaldina de Assis, quem primeiro estabeleceu um ponto de venda do quitute típico no Largo de Santana, no bairro boêmio do Rio Vermelho, por volta de 1944; já aos sete anos de idade aprendeu com ela o preparo da iguaria de modo que, com somente dez anos, assumiu o ponto que viria a se tornar uma referência cultural na capital baiana a ponto de o Largo de Santana ser conhecido como "Largo da Dinha".
Seu ponto foi frequentado por várias celebridades locais e nacionais, como Chico Buarque, Daniela Mercury, Ayrton Senna, Emerson Fittipaldi, Dercy Gonçalves, etc.
Em 1997 Dinha foi levada como representante da culinária baiana por uma empresa de tecnologia ao principado de Mônaco onde permaneceu por dez dias e veio a servir a família real monegasca.
Em 1998 Dinha travou aquilo que ficou conhecido como uma verdadeira "guerra do acarajé" com outra quituteira que trabalhava no Rio Vermelho, Regina dos Santos Pereira, dividindo a opinião dos baianos. Regina tinha um ponto no bairro da Graça mas, naquele ano, resolveu colocar um tabuleiro a cerca de cem metros da concorrente, gerando assim a disputa.
Em 1999, com o sucesso de seu trabalho, abriu um restaurante formal chamado "Casa da Dinha", que também passou a ser um ponto de encontro de intelectuais e turistas.
Segundo seu biógrafo, Ubaldo Marques Porto Filho, Dinha foi uma das principais defensoras da categoria das baianas de acarajé, não somente para o reconhecimento da profissão, como ainda para o seu tombamento pelo IPHAN como patrimônio cultural brasileiro.

## Doença e morte
Dinha foi internada no Hospital Aliança com insuficiência respiratória e, após seis dias ali, recebeu alta na tarde de 15 de maio e ao chegar em casa teve nova crise que a levou de volta ao nosocômio onde não resistiu e veio a falecer na madrugada do dia seguinte.
Com sua morte a filha, Cláudia de Assis, assumiu o ponto de acarajé, enquanto o filho, Edvaldo, assumiu o restaurante. Em 2016, entretanto, Cláudia também veio a falecer, vítima de câncer no pulmão; mãe e filha foram sepultadas no Cemitério Jardim da Saudade.